# 鶴姫 (大三島)
鶴姫（つるひめ）は、戦国時代の伊予（現・愛媛県）にいたとされる伝承上の女性。1966年（昭和41年）に小説『海と女と鎧 瀬戸内のジャンヌ・ダルク』が発表されてから知名度が上がった人物で、同書が出版されるまでは小説の舞台である大三島の島民さえも彼女のことを知らなかった。鶴姫は、現在では大三島の観光業に大いに利用されるコンテンツとなっているが、その実在性をめぐり疑問や指摘、批判も挙がっている。

## 概要
鶴姫は、瀬戸内海の大三島にある大山祇神社の大祝職（大宮司）・大祝安用（おおほうり やすもち）の娘で、兄に大祝安舎（やすおく）と安房（やすふさ）がいたとされる。
彼女の生涯は、たびたび大三島に侵攻した周防の大内氏の軍勢に対して兵を率いて立ち向かい、交戦してこれを撃退するも、最期は戦死した恋人・越智安成（おち やすなり）の後を追って自殺したという「鶴姫伝説」として知られている。また、大山祇神社は併せて、同社が所蔵する重要文化財の紺糸裾素懸威胴丸（こんいとすそすがけおどしどうまる）は鶴姫が使用したもので、日本に唯一現存する女性用に作られた鎧であると主張している。
しかし、「鶴姫伝説」が広まった発端は、大祝家の末裔である三島安精（みしま やすきよ）が1966年（昭和41年）に著した小説『海と女と鎧 瀬戸内のジャンヌ・ダルク』にあり、同書が発表されるまで、鶴姫の存在は大三島の島民にすら知られていなかった（「鶴姫伝説」の知名度上昇の経緯にて後述）。加えて、鶴姫の実在性やその事績については、当時の中国・四国地方の歴史的状況に基づく観点から疑問が出されており、三島が『海と女と鎧 瀬戸内のジャンヌ・ダルク』を執筆する際に典拠とした文献であるという『大祝家記』（おおほうりかき）も、現在は行方不明で確認できないという問題を抱えている。さらに、紺糸裾素懸威胴丸が鶴姫の用いた女性用の鎧であるとする大山祇神社による言説も、三島が同書中にて提唱したのがその最初、つまり1966年から登場したもので、一部の甲冑武具研究者は、神社側の主張に対して否定的・批判的な見解を表明している（「鶴姫伝説」の真偽をめぐる疑義・問題にて詳述）。
なお、大三島の下条地域には「おつるさん」という小さな祠があるが、関係は不明である。

## 時代背景
戦国時代、周防の大内氏が中国・九州地方で勢力を拡大し、伊予の河野氏の勢力下である瀬戸内海へもその勢いが拡大の一途を辿っていた。大山祇神社の大祝職たる大祝家当主は、神職を務める立場から戦場に赴くことはなかったが、戦が起きた場合は一族の者を代理役の陣代に立てて派遣していた。1522年（大永2年）に大内氏が大三島へ侵攻してきた際には、鶴姫の兄・安舎が父・安用の陣代として出陣し、大祝家と同じく越智氏に出自する河野氏や村上水軍の援護を受けて大内軍を撃退したという（第一次大三島合戦）。

## 鶴姫の生涯―「鶴姫伝説」―

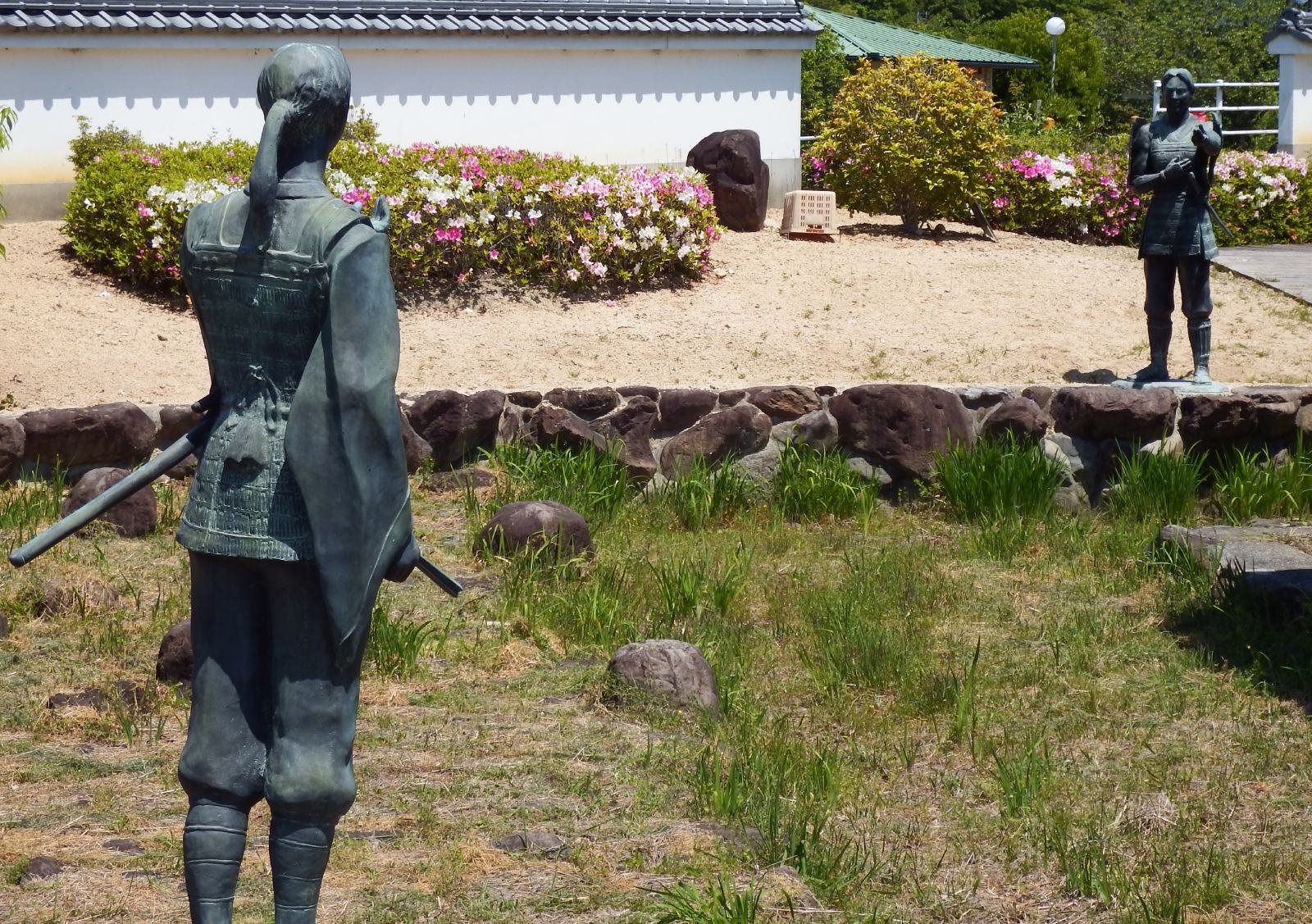
大三島の鶴姫公園に立つ鶴姫（左）と越智安成（右）の像。1990年、当時の大三島町がふるさと創生事業により設置したものである。

### 鶴姫の生い立ち
『大祝家記』によれば、鶴姫は1526年（大永6年）正月、伊予・今治の別名にあったという大祝家屋敷にて、大山祇神社第31代大祝職・大祝安用とその女中・妙林との間に生まれたとされる。彼女は顔立ちが整った大きな女児で、生後百日足らずで声を上げて笑い、成長すると力量・体つきも優れて男子も及ばぬほどの勇気を備えるに至り、人々から明神の化身ではないかと噂されたという。父・安用はそんな鶴姫を寵愛し、幼時より武術や兵法を習わせたとされる。

### 大内氏との戦いと鶴姫の活躍
1541年（天文10年）6月に大内氏配下の水軍の将・白井縫殿助房胤らが侵攻すると、大祝職となった長兄・安舎に代わって次兄の安房が陣代となって三島水軍を率いて出陣し、河野氏や来島氏と連合して大内軍を迎撃するも討死した。兄の戦死を聞いた鶴姫は三島明神に祈請し、明神を守護しようとして甲冑を着て馬に乗り、大薙刀を振るって敵陣へ駆け込むと味方を奮起させ、大内軍を撃退したという。
同年10月にも大内氏が侵攻すると、戦死した安房に代わって16歳の鶴姫が出陣し、大内軍を撃退したとされる。この戦で、鶴姫は甲冑の上に赤地の衣を羽織って早舟に乗り込み、これを見て遊女が近づいてきたと誤認し油断した敵方に攻撃を仕掛け、敵船に乗り移ると素早く敵将の小原中務丞隆言を捕えて「われは三島明神の鶴姫なり、立ち騒ぐ者あれば摩切りにせん」と啖呵を切って小原や敵兵を討ち取り、焙烙や火矢を放って大内軍を追い払ったという。彼女はまた、この戦いの後に安房の跡を継いで陣代となった、安舎配下で一族の越智安成とやがて恋仲になったとされる。

### 恋人・越智安成の戦死と鶴姫の最期
1543年（天文12年）6月、2度の敗北に業を煮やした大内義隆は、陶隆房の水軍を河野氏の勢力域に派遣し、瀬戸内海の覇権の確立を目論んだ。河野氏とその一門は全力で迎え撃つが、多勢の大内軍の前に多くの一族が討たれ、鶴姫の右腕で恋人でもあった安成も討死した。これを受けて大祝職の安舎は大内氏との講和を決断したが、鶴姫は残存兵力を集結させると島の沖に停泊中の大内軍に夜襲を仕掛けて壊走させ、大三島から追い出した。しかし、戦死した安成を想う鶴姫は、戦いの後に三島明神への参籠を済ませると沖合へ漕ぎ出し、そこで入水自殺して18歳の生涯を終えたと伝わる。
鶴姫は辞世の句として「わが恋は 三島の浦の うつせ貝 むなしくなりて 名をぞわづらふ」と詠んだといい、『大祝家記』にある彼女の伝記は「鶴姫入水したまう所、鈴音いまに鳴り渡るという也」という一文で締め括られているとされる。
ただし、『大祝家記』は戦後の彼女の動向について、自殺以外の2つの別伝も掲載しているという。1つは今治の大祝家屋敷に戻って祈祷に明け暮れる生活を送ったというもの、もう1つは今治の別宮宮司の大祝貞元の子・八郎安忠（のち安舎養子となり大祝職を継ぐ）に嫁いだとするものである。

## 紺糸裾素懸威胴丸―「伝・鶴姫所用の鎧」―
大山祇神社が所蔵する紺糸裾素懸威胴丸は、1901年（明治34年）3月27日に「紺糸威胴丸」の名称で、他の甲冑とともに「甲（よろい）52領」として古社寺保存法に基づく国宝（いわゆる「旧国宝」、現在の重要文化財）に一括指定された。その後、1969年（昭和44年）6月20日付で従前一括指定されていた上述の「甲」は1点ずつ分割指定され、「紺糸威胴丸」は現行の「紺糸裾素懸威胴丸」に名称変更された。
紺糸裾素懸威胴丸は、黒漆塗盛上本小札（ほんこざね）を紺糸で威すが、胴部は鉄札と革札の1枚交ぜで毛引威（けびきおどし）、草摺（くさずり）は革札で素懸威（すがけおどし）にて仕立てる。胴の立挙（たてあげ）は前2段、後3段、衝胴（かぶきどう）は5段で、草摺の間数および段数は11間5段であり、兜・大袖は欠いている。寸法については、胴高は胸板より胴尻までが35cm・背中の押付より胴尻までが39.5cm、胴廻りは立挙部が108cm・胴尻部が75cm、草摺の長さは32.5cm、小札は一枚あたり長さ6.9cm・幅1cmである。胸板（むないた）など金具廻（かなぐまわり）には黒漆塗皺韋を貼って小桜鋲を打ち銅覆輪をかけ、耳糸（みみいと）・畦目（うなめ）および花緘（はながらみ）には白糸を、菱縫（ひしぬい）には紅韋を用い、後立挙二の板に紅の総角を結び下げる。重量は飾り台も含めて8.0kgである。
これらの点から、画家で甲冑研究家の山田紫光は、同鎧は当世具足が出現する以前の様式のもので、室町時代末期の天文から永禄年間に製作されたと推定している。
同鎧の外観の大きな特徴としては、胸部が大きく膨らんでいる一方で腹部が腰に向かって細くすぼまり、草摺の間数が一般的な胴丸のそれより多く、脇部分が「仕付脇引」（しつけわきびき）と呼ばれる特殊な構造をとっていることが挙げられる。三島安精は、胸部が膨らみ腰部がすぼまった胴の形状は女性の体形を反映したものと考え、それをもとに『海と女と鎧 瀬戸内のジャンヌ・ダルク』を執筆・発表した。これに続いて神社も同説を掲げ、日本に現存する唯一の女性用の鎧であると唱えるようになった（「女性用の鎧」という言説への批判については後述）。

## 「鶴姫伝説」の知名度上昇の経緯
三島安精は1963年（昭和38年）に紺糸裾素懸威胴丸を観察した際、胸部が大きく膨らんで腰部が細くすぼまった胴の形状を見て、同鎧は女性用の鎧ではないかと思い付いた。三島は次いで、大祝家の事績を綴った社伝の『大祝家記』という文献に記されているとされる「鶴姫の比類無き働き、鎧とともに今に伝はるなり」という一節と同鎧を結び付けて考え、紺糸裾素懸威胴丸は鶴姫が着用した鎧で、父の大祝安用が彼女のためにあつらえたものであるとする説を提唱したうえで、『大祝家記』に記載されているという鶴姫の伝記の内容と紺糸裾素懸威胴丸についての自身の着想とを結び合わせ、豊富なフィクションで脚色した悲劇ロマンス小説の『海と女と鎧 瀬戸内のジャンヌ・ダルク』を1966年に執筆・出版した。
同書の刊行から2年後の1968年（昭和43年）、甲冑武具研究家の笹間良彦が、三島や大山祇神社側の見解を「直感」で肯定して紺糸裾素懸威胴丸を着用した姿の鶴姫の肖像画を描き、同社へ奉納したところ、これが人気を集め、同画は大三島の観光ポスターや地酒のラベル、土産物の煎餅や饅頭の箱のデザインに広く利用されるようになった。これにより、それまで島民さえもその存在を知らなかった鶴姫は「大三島の観光の宝」ないし「島のシンボル」的存在としてその知名度を高めていき、1990年（平成2年）3月には、ふるさと創生事業の下で「国宝とロマンの島」をキャッチフレーズに町のイメージ形成に注力していた当時の大三島町（現・今治市）により彼女の銅像が藤公園に設置された。さらに1993年（平成5年）、『海と女と鎧 瀬戸内のジャンヌ・ダルク』を原案としたテレビドラマ『鶴姫伝奇 -興亡瀬戸内水軍-』が放映されたことで、鶴姫の名は全国的に知られるようになった。
大三島では、1995年（平成7年）より鶴姫の一生を題材にした「三島水軍鶴姫まつり」が毎年行われている。そのほか、2009年（平成21年）4月から2010年（平成22年）3月にかけて、ミュージカルの『鶴姫伝説-瀬戸内のジャンヌ・ダルク』（高橋知伽江作・作詞）が愛媛県東温市の坊っちゃん劇場にてわらび座により1年間ロングラン公演され、のべ8万7千人余を動員した（2014年（平成26年）11月より2016年（平成28年）1月まで再演）。

## 「鶴姫伝説」の真偽をめぐる疑義・問題
上記の通り、「鶴姫伝説」は1966年の小説発表後から平成初めにかけて、観光や各種メディアによる紹介を通じて知名度を高め、関連行事も催されるようになり、大山祇神社所蔵の紺糸裾素懸威胴丸も「女性用の鎧」として知られるようになった。しかし、「鶴姫伝説」の真偽については主に歴史的・史料的観点から、紺糸裾素懸威胴丸を「女性用の鎧」とする言説は甲冑研究の分野から、いずれも否定されている。1988年（昭和63年）時点ではあるが、当の大山祇神社の宮司ですら、鶴姫の伝承にはいまだ確たるものがないと証言しており、郷土史家の喜連川豪規（きれがわ ひでき）も、鶴姫について「鎧が生んだお姫さま」とコメントしている。
小説家の和田竜は、著書『村上海賊の娘』において、主人公の景（村上武吉の娘）が憧れる女性として鶴姫を登場させているが、「鶴姫伝説」については「観光資源なので、大事にしないといけない」と置きつつも「僕は正直、創作だと思ってるんですよね。なので小説の中では幻だ、という書き方をしました」と述べている。

### 歴史的・史料的観点からの指摘
三島安精が『海と女と鎧 瀬戸内のジャンヌ・ダルク』の執筆にあたって下敷きにしたという『大祝家記』は、三島によれば江戸時代後期の1761年（宝暦11年）正月に大祝安躬が同家相伝の記録や口伝の書をまとめて著した「門外不出」の家記であり、文体は『予陽盛衰記』に似ているとされる。彼が小説執筆時に実際に参照したのは、さらに祖父の安継が1876年（明治10年）頃に原本を書写したものであるというが、大山祇神社は『大祝家記』の所在を確認しておらず、三島が所持・使用していたという安継による写本も、彼の没後は行方が明らかでない。
大山祇神社の大祝職を務めた大祝家（現・三島家）に伝来した『三島家文書』には大三島合戦に関する文書も含まれるが、『大祝家記』と異なり、その中に鶴姫もしくは女性が合戦に加わり、水軍を率いて大内軍と交戦したとする記述はそもそも見当たらない。『三島大祝家譜資料 全 三島家蔵版』（1912年（大正元年）刊）には、1541年6月の合戦では大三島側が勝利したとあるが、鶴姫が大内氏の武将・小原隆言を討ち取ったとされる同年10月の合戦（先述）については記されていない。小原の足跡に関しては、『大内氏実録』巻29に「（天文）十年六月十八日、また伊予へ赴き、七月二六日まで滞在して三島（大三島）、甘崎、岡村、能島、印島（因島）に戦ふ」とある一方、同書には鶴姫に討たれたはずの1541年10月より後の行動についても記されており、小原は大内氏滅亡後に毛利元就に臣従している。
作家の鷹橋忍はこれに加えて、鶴姫が最後に戦った1543年6月の合戦については一次史料が存在しない上、この時期の大内氏は第一次月山富田城の戦いで出雲の尼子氏に敗北し、かつ義隆の養嗣子・晴持が死亡した直後で、安芸・備後の尼子方勢力に対して備える必要があっても伊予にまで戦線を広げる理由がないと指摘している。
さらに、義隆が1544年（天文13年）9月23日付で剣や神馬などを大山祇神社へ奉納した旨の文書が残る。これは大三島が彼の支配下に入ったことの宣言とも解釈され、作家の跡部蛮は、記録は残っていないが大三島側は2度目の合戦で大内氏に敗れており、義隆への配慮から抗戦した鶴姫の存在を秘匿せねばならなかったが、江戸時代になってから私的な史料の『大祝家記』上で、誇張を交えながらも彼女の活躍を伝え残そうとしたのではないか、と推測している。
なお、江戸時代当時の大祝家は、1658年（万治元年）に安躬の高祖父である安長が社家との間に相論を構え、松山藩により大祝職を17年間停止されて以降、社家の一部と対立関係が続いていた。安長の後、大祝職への復帰が許された安朗（安躬の祖父）も、有力社家と摩擦を起こして藩に訴えられた末に藩領内からの追放を命じられ、一時は大祝家が一家ごと大坂に移住し浪人生活を余儀なくされる事態が発生していた。さらに代が下ってなおも、安躬自身が社家側との間に争いや訴訟を抱えていた。鷹橋は、『大祝家記』が執筆された動機として訴訟を大祝家の方へ有利に導こうとする意図があったのではないかとみて、藩や社家に対して正当性を訴えたい大祝側が、自らを仮託して鶴姫という悲劇の生涯を歩んだ人物を生み出したのではないかと推察している。
その他、「鶴姫伝説」は神功皇后の三韓征伐伝説をもとにして作られたのではないかとする指摘もある。

### 紺糸裾素懸威胴丸は「女性用の鎧」ではないという指摘
上記の通り、紺糸裾素懸威胴丸については、三島安精が『海と女と鎧 瀬戸内のジャンヌ・ダルク』を発表して以降、大山祇神社側により鶴姫が使用した女性用の鎧であると主張されるようになった。しかし、この説はあくまでも三島個人の思い付きによるもので、確実な記録や厳密な研究に基づいて導き出されたものではない。紺糸裾素懸威胴丸を着用した鶴姫の肖像を描き、「鶴姫伝説」の広まりを結果的に促進することとなった笹間良彦にしても、後に発刊した自著において同鎧を鶴姫が着用した女性用の鎧として紹介しているが、その説明の多くは三島の見解に依拠しており、笹間自身は同説を支持していながら、「直感」よりも具体的・論理的な論拠を特に示しているわけではない。
これに対して、笹間と同じく日本甲冑の研究家ではあるが、山岸素夫や藤本正行は、そもそも中世（室町から戦国時代）の日本で作られた甲冑の中に女性用のものは見られないということを指摘している。
とりわけ山岸は、室町時代末期に山城での攻防を中心とした徒立（徒歩）戦が一般化したことにより、徒立戦用の鎧である胴丸や腹巻には様々な工夫や形状の変化が施されるようになったということを、実際の甲冑遺品を多数調査した上で解き明かしている。それは、鎧を着用した将兵の活動や歩行の便の向上をはかるため、胴の胸回りを大きめに張り出して胸部に間隙を設けることで呼吸を楽にし、胴裾を腰骨に乗せるように細くすぼまった形に仕立てることで肩にかかる胴の重量を分散させ、長時間の甲冑着装に耐えうるよう疲労を減らすことを目指したものであった。つまり、室町時代末期の甲冑の胴は、敏捷に活動するために誇張した胸部と引き締まった腰部を備えた、軽快な逆三角形状の胴へ変化する傾向にあったのである。腰回りから大腿部にかけてを防御する草摺の間数も、それまでの定数は7間ないし8間だったのが、室町時代末期には9間・10間・11間とより細かく分割して足さばきを良くするようになった。これらの特徴は、紺糸裾素懸威胴丸と同じく室町時代末期に製作された他の遺品にも現れている。
山岸は以上の指摘に加えて、大鎧・腹巻・当世具足など、一般に男性用とされる様々な甲冑を女性に試着させる実験を行ったが、いずれも問題なく着用できた結果をも挙げ、紺糸裾素懸威胴丸は三島安精ら大山祇神社側が主張するような「女性用の鎧」ではなく、室町時代末期の特徴が顕著に表れたものと理解すべきであると結論付けた。さらに彼は、（三島が考えたように）胸部が膨らみ腰がすぼまった胴の形をもって当該の鎧を女性用であると推定することについては、そうするならば室町時代末期の甲冑はすべて女性用になってしまうと批判し、それは「甲冑を知らぬ者の言である」と否定的な評価を下している。
上記の山岸の批判を補う形で、鷹橋忍は「欧米化した女性ファッションに馴染んだ現代人の感覚をもって「婦人物」（レディース）と断じるのは、些か性急に思える」と述べている。その他、漫画家活動の傍ら歴史研究をも手がける本山一城も、大山祇神社宝物館を訪れた際のできごととして、「鶴姫の鎧」の話を信用した見学客が、展示してある別の室町時代後期の甲冑数点を指して、ここにもあそこにも女性用の鎧があると叫んでいたのを見かけたという話を『刀剣春秋』紙上に紹介して、神社の言説を問題視している。
なお、江戸時代の大名家の一部においては、婚礼調度品の一つとして女性のための甲冑がまれに製作されたことがある。それらは基本的な構造が通例の男性用甲冑と変わらず、実際に着用されたかどうかも不明な、形式的なものでしかないが、彦根藩主井伊家伝来・弥千代所用の朱漆塗色々威腹巻（彦根城博物館所蔵）や松代藩主真田幸貫の正室・雅姫所用の魚鱗胴畳具足（真田宝物館所蔵）などをはじめいくつかが現存している。その点からも大山祇神社による「紺糸裾素懸威胴丸は日本に現存する唯一の女性用の鎧である」という主張は正確ではない。

## 鶴姫をテーマとした作品
小説
- 三島安精『海と女と鎧 瀬戸内のジャンヌ・ダルク』小峯書店、1966年12月7日。
  - 「鶴姫伝説」が広まる発端となった小説である。
- 阿久根治子『つる姫』福音館書店、1972年3月。
  - 2004年6月15日に再刊（ISBN 9784834019827）
- 和田恭太郎『姫大将』新人物往来社、1991年5月。ISBN 9784404018205。
- 東郷隆『つる姫奮戦』 - 以下の短編集に所収
  - 『女甲冑録』文藝春秋、2006年9月。ISBN 9784163250205。
  - 『黒髪の太刀 戦国姫武者列伝 文春文庫』文藝春秋、2009年11月。ISBN 9784167461119。
- あかまつつぐみ『鶴姫の鎧』アスコン、2009年11月1日。ISBN 9784904133095。
- 藤咲あゆな「大祝鶴姫─愛する人のために戦った、ひたむきな風─」『戦国姫─風の巻─』集英社〈集英社みらい文庫〉、2013年7月5日。ISBN 9784083211621。
- 谷田貝常夫「悲劇 鶴姫」『戯曲 若き二人の姫』文字文化協會、2017年5月1日。ISBN 9784990531249。
- 赤神諒『空貝 村上水軍の神姫』講談社、2020年1月29日。ISBN 9784065183489。

漫画
- 杜野亜希『碧のミレニアム』（全6巻、花とゆめコミックス）、白泉社
  - 第1巻、2000年6月25日 ISBN 9784592176916
  - 第2巻、2000年10月25日 ISBN 9784592176923
  - 第3巻、2001年2月25日 ISBN 9784592176930
  - 第4巻、2001年9月25日 ISBN 9784592176947
  - 第5巻、2002年1月25日 ISBN 9784592176954
  - 第6巻、2002年4月25日 ISBN 9784592176961
- 森秀樹『海鶴』（全3巻、ビッグコミック）、小学館
- *第1巻、2000年4月26日 ISBN 9784091854032
  - 第2巻、2000年10月30日 ISBN 9784091854049
  - 第3巻、2001年1月30日 ISBN 9784091854056
- 菊井風見子『海鈴のジャンヌ 〜TSURUHIME〜』（全4回、『なかよしラブリー』2010年12月秋・2011年2月冬・5月春・8月夏の各号に掲載）
  - 阿久根治子『つる姫』が原作
- 大杉ゆきひろ『戦姫伝説つる姫』（読み切り、『週刊漫画ゴラク』2012年1月27日号に掲載）

テレビドラマ
- 日本テレビ年末時代劇スペシャル『鶴姫伝奇 -興亡瀬戸内水軍-』（鶴姫役：後藤久美子）、1993年

ミュージカル
- わらび座制作『鶴姫伝説-瀬戸内のジャンヌ・ダルク』（2009年4月より2010年3月まで坊っちゃん劇場にて1年間公演、2014年11月より2016年1月まで再演）

ゲーム
- 『戦国BASARA3』- CAPCOM
- 『信長の野望シリーズ』- コーエー（現：コーエーテクモゲームス）（『信長の野望・創造』、『信長の野望・大志』など）